# نمودار الینگهام
نمودار الینگهام دارای دو مولفه دما و تغییرات انرژی آزاد گیبس، {\displaystyle \Delta G}، است که {\displaystyle \Delta G} نشان دهنده میزان پایداری ترکیب می‌باشد.
این نمودار به رابطه بین این دو مولفه می‌پردازد. تحلیل‌هایی که بر اساس نمودار الینگهام انجام می‌شوند، معمولاً برای سنجش میزان دشواری فرایند کاهش اکسیدهای فلزی و سولفیدها استفاده می‌شوند. این نمودار اولین بار توسط هارولد الینگهام در سال ۱۹۴۴ ابداع شد. در متالورژی نمودار الینگهام برای پیش‌بینی دمای تعادل بین فلز و اکسیژن و اکسید فلز استفاده می‌شود و در ابعاد گسترده‌تر واکنش‌های یک فلز با سولفور، نیتروژن و دیگر مواد غیرفلزی را نیز شامل می‌شود. این نمودارها در پیش‌بینی شرایط موردنیاز برای کاهش سنگ معدن به فلز پرکاربرد هستند. تحلیل‌های برگرفته از نمودار الینگهام در اصل ترمودینامیکی بوده و توجهی به سینتیک شیمیایی ندارند؛ بنابراین فرایندهایی که از بر اساس نمودار امکان‌پذیر هستد ممکن است در عمل کُند باشند.

نمودار الینگهام برای چندین فلز، انرژی آزاد برای تشکیل اکسیدهای فلزی و فشار جزئی اکسیژن در شرایط تعادل را نشان می‌دهد.

## ترمودینامیک نمودار
نمودار الینگهام یک شکل خاص از اصلی ترمودینامیکی است که می‌گوید، امکان‌پذیری ترمودینامیکی یک واکنش وابسته به علامت {\displaystyle \Delta G}، تغییرات انرژی آزاد گیبس، می‌باشد که برابر با است با: {\displaystyle \Delta H-T\Delta S} که {\displaystyle \Delta H} تغییرت آنتالپی و {\displaystyle \Delta S} تغییرات آنتروپی است.
نمودار الینگهام، تغییر انرژی آزاد گیبس ({\displaystyle \Delta G}) را برای هر واکنش اکسیداسیون به عنوان تابعی از دما رسم می‌کند. برای مقایسه واکنش‌های مختلف از این فرض استفاده می‌شود که تمام مقادیر {\displaystyle \Delta G} به مقدار مشابهی از اکسیژن اشاره می‌کنند. این مقدار را برخی از نویسندگان ۱ مول O (1/2 مول O2) و برخی دیگر ۱ مول O2 گزارش کرده‌اند. نمودار نشان داده شده در سمت چپ به ازای ۱ مول O2 رسم شده‌است. بنابریان به‌طور مثال خط رسم شده برای اکسیداسیون کروم، {\displaystyle \Delta G} را برای واکنش:
{\displaystyle {\tfrac {4}{3}}Cr(s)+O_{2}(g)\rightarrow {\tfrac {2}{3}}Cr_{3}O_{2}(s)}  برابر با 2/3 انرژی مولی گیبس برای تشکیل  {\displaystyle \Delta G_{f}^{\circ }(Cr_{2}O_{3},s)}  می‌باشد.
در گستره دماهایی که به‌طور معمول استفاده می‌شوند، فلز و اکسید فلز حالت فشرده (مایع یا جامد) دارند و اکسیژن یک گاز با آنتروپی مولی بسیار بزرگتر می‌باشد. برای اکسیداسیون هر فلز، تغییر آنتروپی {\displaystyle \Delta S} با حذف 1/2 مول O2 به دست می‌آید، بنابراین {\displaystyle \Delta S} منفی می‌باشد و تقریباً برای تمام فلزات برابر است. در نتیجه شیب نمودار {\displaystyle d\Delta G/dT=-\Delta S} برای تمام فلزات مثبت است. به علاوه اینکه {\displaystyle \Delta G} دز تمام موارد با کاهش دما منفی تر می‌شود و خطوط برای تمام اکسیدهای فلزی تقریباً موازی است. از آنجا که این واکنش‌ها گرمازا (گرما دهنده) هستند، در دماهای پایین‌تر امکان‌پذیر می‌باشند. در دماهایی که به مقدار کافی بالا باشند علامت {\displaystyle \Delta G} ممکن است تغییر کند (منفی شود) و اکسید فلز خود به خود به فلز تبدیل شود. همان‌طور که برای Ag و Cu در شکل نشان داده شده‌است. برای اکسیداسیون کربن، خط قرمز برای تشکیل CO با واکنش: {\displaystyle C(g)+{\tfrac {1}{2}}O_{2}(g)\rightarrow CO(g)} نشان داده شده‌است. خط آبی برای تشکیل CO2 می‌باشد که تقریباً افقی است زیرا واکنش: {\displaystyle C(s)+O_{2}(g)\rightarrow CO_{2}(g)} منجر به تغییر تعداد مول گاز نمی‌شود در نتیجه {\displaystyle \Delta S} کوچک است.
از آنجا که پیش‌بینی هر واکنش شیمیایی کاملاً بر پایه اصول ترمودینامیکی است، یک واکنش خود به خود اگر در یک یا بیشتر از یک مرحله در واکنش انرژی فعال سازی بالایی داشته باشد، ممکن است به شدت کند باشد.
اگر دو فلز موجود باشد، دو محیط تعادلی باید در نظر گرفته شود. اکسیدهایی که {\displaystyle \Delta S} منفی تری دارند تشکیل و دیگر اکسیدها کاهش می‌یابند.

## ویژگی‌های نمودار
1. منحنی‌هایی در نمودار الینگهام برای تشکیل اکسید فلزی رسم می‌شوند اساساً خطوط مستقیم با شیب مثبت هستند. شیب خطوط وابسته به {\displaystyle \Delta S} می‌باشد که به‌طور واضحی با تغییر دما ثابت می‌ماند.
2. هرچه موقعیت فلز در نمودار الینگهام پایین‌تر باشد اکسید آن فلز پایدارتر است. به‌طور مثال خط مربوط به Al (اکسیداسیون آلومینیوم) در نمودار زیر خط مربوط به Fe (تشکیل Fe2O3) قرار دارد.
3. پایداری اکسیدهای فلزی با افزایش دما کاهش می‌یابد. اکسیدهای فلزی AgO و HgO که به شدت ناپایدار هستند به راحتی تحت انحلال گرمایی قرار می‌گیرند.
4. انرژی آزاد تشکیل CO2 تقریباً مستقل از دما می‌باشد در حالی که کربن مونوکسید شیب منفی دارد و در دمای ۷۰۰ °C از خط CO2 عبور می‌کند. با نتیجه‌گیری از تعادل بودوارد، کربن مونوکسید، اکسید غالب کربن در دماهای بالا (نزدیک به ۷۰۰ °C) و دماهای بالاذتر (بالاتر از ۷۰۰ °C) کربن کاهنده (عامل کاهش) موثرتری می‌باشد.
5. اگر منحنی‌های دو فلز در یک دمای واحد مقایسه شوند، فلزی که انرژی آزاد اکسایش گیبس کمتری دارد فلزی را که انرژی آزاد تشکیل گیبس بیشتری دارد، کاهش می‌دهد. به‌طور مثال آلومینیوم فلزی می‌تواند اکسید آهن را به آهن فلزی کاهش دهد در حالی که خود آلومینیوم به آلومینیوم اکسید اکسایش می‌یابد (این واکنش با نانم ترمیت شناخته می‌شود).
6. هر چه فاصله بین دو خط بیشتر باشد تأثیرگذاری عامل کاهش دهنده (کاهنده) که همان خط پایینی است بیشتر می‌شود.
7. محل تقاطع دو خط دلالت بر تعادل اکسایش-کاهش دارد. فرایند کاهش با شرکت کاهنده موردنظر در دمایی بالاتر از دمای نقطه تقاطع امکانپذیر است. جایی که خط {\displaystyle \Delta G} کاهنده در نمودار پایین‌تر از اکسید فلزی است که کاهش می‌یابد. در نقطه تقاطع تغییرات انرژی آزاد واکنش صفر است، پایین‌تر از این دما تغییرات مثبت است و اکسید فلزی در حضور کاهنده پایدار است، در حالی که بالاتر از نقطه تقاطع انرژی گیبس منفی است و اکسید فلزی می‌تواند کاهش یابد.

### عامل کاهنده
در فرایندهای صنعتی کاهش اکسیدهای فلزی معمولاً تحت تأثیر واکنش کربوحرارتی است که در آن از کربن به عنوان نماینده کاهش دهنده استفاده می‌شود. کربن را می‌توان با قیمت پایین‌تر به عنوان ذغال سنگ تهیه کرد و سپس به کک تبدیل کرد.
وقتی کربن با اکسیژن واکنش می‌دهد اکسیدهای گازی کربن دی‌اکسید و کربن مونوکسید تشکیل می‌شوند. در نتیجه ترمودینامیک اکسیداسیون آن با فلزات متفاوت است. این اکسیداسیون منفی تر و دمای بالاتر (بالای ۷۰۰ °C) دارد. در نتیجه کربن می‌تواند به عنوان کاهنده (عامل کاهش دهنده) استفاده شود. با استفاد از این ویژگی واکنش‌های فلزی می‌توانند به صورت واکنش‌های اکسایش - کاهش در دماهای نسبتاً پایین اجرا شوند.

## استفاده از نمودار الینگهام
کاربرد اصلی نمودار الینگهام در صنعت متالورژی استخراجی است، جایی که نمودار کمک می‌کند تا بهترین کاهنده را برای سنگ معدن‌های مختلف در فرایندهای استخراجی، خالص سازی و هم چنین درجه‌بندی در تولید فولاد انتخاب کنیم.
این نمودار هم چنین در فرایند خالص سازی فلزات، به خصوص حذف عناصر کم مقدار، راهنمای خوبی می‌باشد. به‌طور مثال در فرایند کاهش مستقیم که برای تولید آهن استفاده می‌شود، نمودار نشان می‌دهد که هیدروژن به تنهایی اکسید آهن را به آهن کاهش می‌دهد.

### عامل کاهنده برای هماتیت
در فرایند گداختن سنگ معدن آهن، هماتیت در بالای کوره، جایی که دما بین ۶۰۰ تا ۷۰۰ °C متغیر است، کاهش می‌یابد. نمودار الینگهام نشان می‌دهد در این محدوده کربن مونوکسید عامل کاهنده قوی تری نسبت به کربن است زیرا فرایند زیر:
{\displaystyle {\ce {2CO + O_2 -> 2 CO_2}}} تغییر انرژی آزاد منفی تری نسبت به فرایند: {\displaystyle {\ce {2C + O2 -> 2 CO}}} دارد.
در قسمت بالایی کوره دمشی، هماتیت به وسیله CO (محصول اکسایش کوک در لایه‌های پایینی و دمای بالا) حتی با وجود کربن کاهش می‌یابد. این پدیده اساساً به این دلیل است که CO گازی در واکنش با سنگ معدن پویایی بیشتری دارد.

### کربن دی‌اکسید نمی‌تواند به عنوان کاهنده برای کروم اکسید استفاده شود
منحنی الینگهام برای واکنش {\displaystyle 2C(s)+O_{2}(g)\rightarrow 2CO(g)} به سمت پایین سرازیر شده و پایین‌تر از منحنی‌های دیگر فلزات قرار می‌گیرد. کربن به‌طور معمول می‌تواند به عنوان کاهنده برای تمام اکسیدهای فلزی در دمای بالا عمل کند؛ ولی کرومی که در این دما تشکیل می‌شود با کربن واکنش داده، کاربید این فلز را تولید می‌کند و در نتیجه ویژگی‌های نامطلوبی را به فلز کروم می‌دهد؛ بنابراین برای کاهش اکسید کروم در دمای بالا نمی‌توان از کربن استفاده کرد.

### واکنش آلومینوترمی

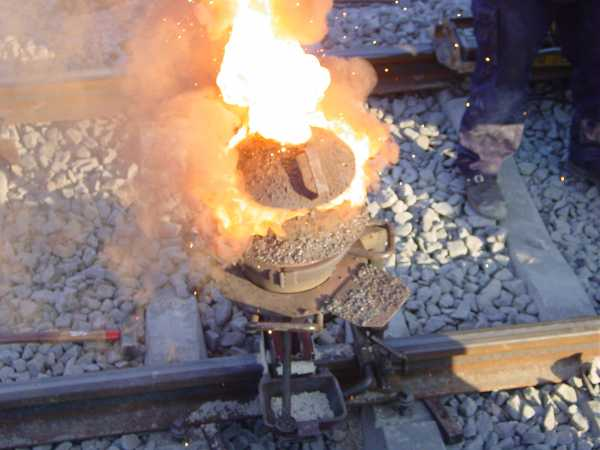
از واکنش ترمیت برای جوشکاری خطوط ریلی استفاده می‌شود. کمی بعد از واکنش آهن مذاب در شکاف بین ریل‌ها جاری می‌شود.

منحنی الینگهام آلومینیوم پایین‌تر از منحنی بسیاری از فلزات مانند کروم و آهن قرار دارد. این ویژگی نشان می‌دهد که آلومینیوم می‌تواند به عنوان عامل کاهنده برای اکسید تمامی این فلزات استفاده شود.
انرژی آزاد تشکیل کروم (lll) اکسید و آلومینیوم اکسید برای هر مول از اکسیژن مصرف شده به ترتیب برابر با 541- KJ و 827- KJ می‌باشد. فرایندها به شکل زیر می‌باشند:
{\displaystyle {\tfrac {4}{3}}Cr(s)+O_{2}(g)\rightarrow {\tfrac {2}{3}}Cr_{2}O_{3}(s)}
{\displaystyle {\tfrac {4}{3}}Al(s)+O_{2}(g)\rightarrow {\tfrac {2}{3}}Al_{2}O_{3}(s)}
با کم کردن معادله دوم از معادله اول داریم:
{\displaystyle {\tfrac {3}{2}}Cr_{2}O_{3}(s)+{\tfrac {4}{3}}Al(s)\rightarrow {\tfrac {2}{3}}Al_{2}O_{3}+{\tfrac {4}{3}}Cr}
{\displaystyle \Delta G^{0}=-287kJ}
بنابراین آلومینیوم اکسید پایدارتر از کروم (lll) اکسید (حداقل در دماهای معمولی و در دماهای بالاتر تا قبل از انحلال گرمایی اکسیدها) می‌باشد. از آنجا که تغییرانت انرژی آزاد گیبس منفی می‌باشد، آلومینیوم می‌تواند به کروم (lll) اکسید کاهش یابد.
در پیرومتالورژی، آلومنینیوم به عنوان کاهنده برای فرایند ترمیت یا فرایند استخراج کروم و منگنز استفاده می‌شود که منجر به ماهش این اکسیدها (اکسید کروم و منگنز) و تولید این فلزات می‌شود.

## توسعه به دیگر واکنش‌های فاز گازی
رسم نمودار الینگهام به منظور دست یافتن به انرژی آزاد واکنش‌هایی که شامل عناصر مختلف و مواد فاز گازی مختلف می‌شوند، می‌تواند به فراتر از واکنش‌های اکسایش نیز توسعه یابد. برگه‌های اصلی متعلق به هارولد الینگهام صریحاً به کاهش هم اکسیژن و هم سولفور توسط فرایندهای متالورژیک می‌پردازد و کاربرد این نمودار را در ترکیبات دیگری چون کلریدها، کاربیدها و سولفات‌ها پیش‌بینی می‌کند. این مفهوم به‌طور کلی در مطالعه پایداری نسبی ترکیبات که تحت تأثیر دامنه ای از دما و فشار جزئی هستند پرکاربرد است.
ساختار نمودار الینگهام مخصوصاً برای مطالعه پایداری یک ترکیب در حضور کاهنده مفید و پرکاربرد است. نمودار الینگهام در حال حاضر برای برمیدها، فلوریدها، کلیریدها، هیدریدها، یدیدها، نیتریدها، اکسیدها، سولفیدها، سلنیدها و تلوریدها در دسترس است.